# Archibald Lampman
Pour les articles homonymes, voir Lampman.
Archibald Lampman, né à Morpeth (Ontario) le 17 novembre 1861 et mort le 10 février 1899 est un poète canadien.

## Biographie
Archibald Lampman  est considéré comme l'un des plus talentueux poètes de langue anglaise du Canada du XIXe siècle. 
Sa poésie aborde la vie rurale au Canada et les merveilles de la nature ; son talent à rendre les aspects de la vie traditionnelle est l'un de ses plus grands triomphes en tant que poète.
On a donné son nom à un prix littéraire canadien récompensant chaque année la meilleure œuvre poétique d'un auteur vivant dans la région de capitale nationale.
Son œuvre influence la poétesse Susie Frances Harrison lorsqu’elle décrit la nature sauvage canadienne comme une beauté fascinante, à la fois mystérieuse et distante.

## Postérité
La ville de Lampman, petite communauté d'environ 730 personnes située près de la ville d'Estevan dans la province de la Saskatchewan, a reçu son nom en l'honneur d'Archibald Lampman.